# Yeri Mua
Yeri Mua   (Veracruz, 17 de desembre de 2001) coneguda artísticament com a Yeri Mua, és una celebritat d'Internet, cantant i empresària mexicana. Es va fer popular l'any 2018 per les seves transmissions en viu sobre el maquillatge i cosmètics en Instagram i Facebook. L'any 2023 va emprendre una carrera com a cantant de reggaeton, destacant-se per senzills com "Chupón" i "Línea del perreo".

## Biografia
Nascuda el 17 de desembre de 2001 en Veracruz, Mèxic, Cruz Varela té un germà anomenat Joshua. Els seus pares són Silvio, més conegut com a "Papá Bratz", i Yahel, més coneguda com a "Mamá Bratz", quins també es dediquen a l'streaming a Facebook.
Yeri Mua començar en el món de les xarxes socials amb 16 anys, quan va obrir el seu compte a Instagram.

## Carrera
Va començar la seva exploració al món de l'streaming a la xarxa de Facebook, on inicialment compartí la seva rutina de maquillatge i tutorials de bellesa. Amb el temps, les seves transmissions es varen tornar virals, convertint-la en l'streamer hispanoparlant més reconeguda de Facebook en l'actualitat. Posteriorment, ella va ampliar la seva presència a les xarxes socials en unir-se a TikTok, on va participar en tendències de ball i on compartí contingut de "GRWM" (de l'anglès: Get Ready WIth Me).
L'any 2022, la influèncer va participar en el Carnaval de Veracruz juntament amb la seva parella del moment, Brian Villejas. Junts foren triats com reis del Carnaval, rebent més de 2 milions de vots. A més, el mateix any, fou la conductora de la Pink Carpet  als Premis MTV Miaw 2022. Després, l'any 2023, la influèncer va assumir el rol de presentadora al programa "La venganza de los ex VIP de MTV".
Al maig de l'any 2023, Yeri Mua va treure la seva pròpia línia de cosmètics en col·laboració amb Beauty Creations, convertint-se en la primera influèncer mexicana en col·laborar amb aquesta marca. La seva línia va estar disponible en tendes molt populars com Sephora, marcant un fit a la seva carrera com a empresària a la indústria de la bellesa.
A l'agost de l'any 2023, va començar la seva carrera musical amb el llançament del seu primer senzill, "Chupón", arribant a més de 95 milions de reproduccions en YouTube. Posteriorment, a l'octubre del mateix any, Yeri Mua va llançar el seu segon senzill, "Con tó". Al novembre de l'any 2023, ella va debutar com a cantant al Flow Fest, un esdeveniment patrocinat per Coca-Cola, davant d'una audiència de més de 30.000 espectadors. Aquest esdeveniment va convertir-la en la primera influèncer i cantant mexicana en presentar-se a l'event Flow Fest.
Al juny de 2024, Yeri Mua va signar un contracte amb Sony Music Mèxic per a l'enregistrament del seu primer àlbum. Més tard, va participar en el programa mexicà "¿Quién es la máscara?", interpretant al personatge de Tutupotama. Va aconseguir la semifinal del programa abans de ser eliminada.

## Filmografia
| Any  | Programa                         | Rol          | Programació        | Ref.   |
| ---- | -------------------------------- | ------------ | ------------------ | ------ |
| 2022 | Pink Carpet dels MTV Miaw        | Presentadora | MTV Llatinoamèrica | [ 16 ] |
| 2023 | TikTok Awards                    | Conductora   | TikTok / MTV       | [ 17 ] |
| 2023 | La venganza de los ex VIP        | Conductora   | MTV Llatinoamèrica | [ 18 ] |
| 2023 | De qué me hablas                 | Conductora   | Las Estrellas      | [ 19 ] |
| 2023 | Venga la alegría                 | Conductora   | Azteca Uno         | [ 20 ] |
| 2023 | Premis Heat Latin Music          | Presentadora | HTV                | [ 21 ] |
| 2023 | LOS40 Music Awards Santander</i> | Presentadora | Mediaset Divinity  | [ 22 ] |
| 2024 | ¿Quién es la máscara?            | Tutupotama   | Las Estrellas      | [ 15 ] |

## Premis i nominacions
| Any  | Premi                   | Categoria                 | Resultat     | Treball nominat    | Ref.   |
| ---- | ----------------------- | ------------------------- | ------------ | ------------------ | ------ |
| 2022 | Socialiteen Awards      | Influèncer viral de l'any | Guanyadora   | ella mateixa       | [ 23 ] |
| 2022 | Socialiteen Awards      | Revelació digital         | Nominada     | ella mateixa       | [ 24 ] |
| 2023 | Premis MTV MIAW         | Bomba viral               | Guanyadora   | ella mateixa       | [ 25 ] |
| 2023 | Miawdio                 | Guanyadora                | ella mateixa | [ 26 ]             |        |
| 2023 | Premis Heat Latin Music | Influèncer de l'any       | Nominada     | ella mateixa       | [ 27 ] |
| 2023 | Socialiteen Awards      | Influèncer de l'any       | Guanyadora   | ella mateixa       | [ 29 ] |
| 2023 | Socialiteen Awards      | Hit Viral de l'any        | Nominada     | "Chupón"           | [ 29 ] |
| 2023 | Socialiteen Awards      | Influèncer Viral de l'any | Guanyadora   | ella mateixa       | [ 29 ] |
| 2023 | Socialiteen Awards      | Fandom de l'any           | Nominada     | Crymua             | [ 29 ] |
| 2023 | Eliot Awards            | Millor Ship de l'any      | Guanyadora   | Cry i Yeri         | [ 30 ] |
| 2024 | TikTok Awards           | Trend de l'any            | Nominada     | ella mateixa       | [ 30 ] |
| 2024 | TikTok Awards           | Nou artista de l'any      | Guanyadora   | ella mateixa       | [ 30 ] |
| 2024 | Premis MTV MIAW         | Icono Miaw                | Guanyadora   | ella mateixa       | [ 31 ] |
| 2024 | Premis MTV MIAW         | Reggaetoner de l'any      | Guanyadora   | ella mateixa       | [ 31 ] |
| 2024 | Premis MTV MIAW         | "Bellakeo" suprem         | Guanyadora   | "Línea del perreo" | [ 31 ] |
| 2024 | Premis MTV MIAW         | Bomba viral               | Nominada     | ella mateixa       | [ 31 ] |
| 2024 | Premis MTV MIAW         | Miawdio de l'any          | Nominada     | ella mateixa       | [ 31 ] |
| 2024 | Premis MTV EMAs         | Millor artista nord       | Guanyadora   | ella mateixa       | [ 32 ] |
| 2025 | Tiktok Awards           | Artista de l'any          | Guanyadora   | ella mateixa       | [ 33 ] |